# Чудаков, Сергей Михайлович
Серге́й Миха́илович Чудако́в (род. 2 августа 1969, Москва) — российский актёр театра и кино, педагог по сценическому фехтованию.

## Биография
Сергей Чудаков родился 2 августа 1969 г. в Москве. В 1995 г. окончил Высшее театральное училище им. М. С. Щепкина при Малом театре (мастерская Н. Афонина). В том же году был принят в труппу Театра на Покровке под руководством Сергея Арцибашева, в котором прослужил до 2016 года.
В театральных кругах известен как один из лучших педагогов по сценическому фехтованию.
С 1995 по 2005 год преподавал в ВТУ им. М. С. Щепкина.
В 2002 году совместно с Андреем Рыклиным ставил фехтовальные номера в спектакле «Точка чести» («Point d’honneur»), где исполнил роли Сирано де Бержерака и Лаэрта.
С 2012 по 2015 год принимал участие в фестиваля сценического фехтования «Серебряная шпага» в качестве ведущего, члена оргкомитета, члена жюри.
С 2016 года — в труппе Российского академического молодёжного театра, где сыграл не менее 16-ти ролей.
Прадед Сергея также был актёром, который выходил на одну сцену с Михаилом Чеховым.

## Творчество

### Роли вТеатре на Покровке[1]
- 1991 — «Три сестры» (А. П. Чехов) — Прозоров, Андрей Сергеевич
- 1993 — «Ревизор» (Н. В. Гоголь) — Осип, слуга Хлестакова
- 1994 — «Таланты и поклонники» (А. Н. Островский) — Ераст Громилов, трагик
- 1997 — «Гамлет» (Шекспир) — Лаэрт
- 1998 — «Кабала святош» (М. А. Булгаков) — Маркиз д’Орсиньи, дуэлянт по прозвищу «Одноглазый, помолись!»
- 2001 — «Мой бедный Марат» (А. Н. Арбузов) Режиссёр: Геннадий Чулков — Марат
- 2002 — «Старший сын» (А. В. Вампилов) — Сильва
- 2002 — «Воительница» (Н. С. Лесков) — Автор
- 2004 — «Феномены» (Г. И. Горин) — Ларичев
- 2004 — «Последние страницы из дневника женщины» (В. Я. Брюсов) — государственный мужчина
- 2005 — «На дне» (М. Горький) — Васька Пепел
- 2006 — «Горе от ума» (А. С. Грибоедов) — Молчалин, Алексей Степанович
- «Чайка» (А. П. Чехов) — Тригорин, Борис Алексеевич
- 2010 — «Война и мир (Княжна Марья)»[5] (Л. Н. Толстой) — князь Андрей Болконский

### Роли в спектакляхтеатрального агентства Арт-Партнер XXI
- 2011 — «Лес»[6] (А. Н. Островский) Режиссёр: Роман Самгин — Восмибратов

### Фильмография
- 2006 — Парадиз — Виктор Решетов
- 2007 — Группа ZETA — Денис Вдовин
- 2007 — Оперативная разработка — Андрей Шелест
- 2008 — Опасная комбинация — Бойко Кирилл
- 2008 — Оперативная разработка-2 — Андрей Шелест
- 2009 — Адвокат 6 (Фильм 14 «Дважды о любви») — следователь
- 2009 — Группа ZETA (Фильм 2) — Денис Вдовин
- 2009 — Исаев. Пароль не нужен — Веденеев
- 2009 — Отблески (Эпизод 1 «Быстрее пули») — Аксёнов
- 2009 — Петровка, 38 (телесериал)[7]
- 2009 — Телохранитель 2 — Бычок
- 2010 — В лесах и на горах (Россия, Украина) — Николай Александрович
- 2010 — Вы заказывали убийство — Зуй
- 2010 — Основная версия[8] (Серия 7 «Школа выживания») — Завидов, хозяин охранной фирмы
- 2010 — Записки экспедитора Тайной канцелярии (Серия 8 «Пираты») — капитан корабля
- 2011 — Лектор[9] — О’Лири
- 2011 — Дикий 2 (Серия 7 «Последний киногерой») — продюсер Борис
- 2011 — Лесник (Фильм 21 «Йети») — Беркут, инструктор по выживанию
- 2012 — Братаны 3
- 2012 — Без следа (Серия 21) — Владимир Неверов, муж Ларисы
- 2012 — Уравнение любви — Пётр Романович Фролов, следователь по делу о наезде
- 2012—2013 — Склифосовский (2 сезон) — Артемьев
- 2013 — Жить дальше — Яков Васильевич
- 2013 — Пасечник (Серии 25-26) — заместитель мэра
- 2013 — Условия контракта-2 — родной отец ребёнка Кристины
- 2014 — Улыбка пересмешника — Игорь Баравичев, конкурент Кручинина
- 2016 — Провокатор — Виталий Алексеевич Субботин
- 2019 — Рикошет — Сергей Геннадьевич Ремизов, полковник полиции, начальник УВД
- 2020 — Агентство О.К.О. — Юрий Викторович Беляев, Антон Викторович Беляев
- 2020 — Марлен — Сергей Леонидович Соболев
- 2021 — Регби — адвокат
- 2022 — Ботан и супербаба — папа Вани
- 2022 — Стая — Борис Фадеев, следователь

2023-2024 «Федя. Народный футболист»- тренер Киевского Динамо, Лобановский.

### Скетч-шоу
- 2010 «Дураки, дороги, деньги»[10] (Режиссёр Алексей Кирющенко) на канале «Рен ТВ» — Сценарист, Народный избранник, Хирург, Депутат(ы)
- 2011—2012 «Нонна, давай!» (Режиссёр Роман Самгин, Первый канал)
- с 2012 года принимает участие в пародиях Большой разницы

### Радио
- 2007 — «Театр на троих»[11] на Радио «Русская служба новостей»
- Вёл с родной сестрой Чудаковой Ольгой авторскую программу об актёрах, о премьерах, об истории театра «Театр на троих».

### Роли в антрепризах
- 2002 — «Точка чести» («Point d’honneur»)[12], «Театральный проект Андрея Рыклина» — Сирано де Бержерак, Лаэрт

### Озвучка видеоигр
- 2010 — Amnesia: The Dark Descent — Тёрстон Герберт
- 2011 — Ведьмак 2: Убийцы королей[13]
- 2015 — Battlefield: Hardline
- 2013 — The Last of Us — Дэвид